# Procambarus pearsei
Procambarus pearsei är en kräftdjursart som först beskrevs av Creaser 1934.  Procambarus pearsei ingår i släktet Procambarus och familjen Cambaridae. IUCN kategoriserar arten globalt som otillräckligt studerad. Inga underarter finns listade i Catalogue of Life.